# 3055 Аннапавлова
3055 Аннапавлова (1978 TR3, 1976 GW, 1978 RL5, 1982 UU3, 3055 Annapavlova) — астероїд головного поясу, відкритий 4 жовтня 1978 року.
Тіссеранів параметр щодо Юпітера — 3,378.